# Кучборская, Елизавета Петровна

Е. Кучборская читает лекцию по античной литературе

Елиза́вета Петро́вна Кучборская (Иващенко-Кучборская); 25 ноября 1910, Курган, Тобольская губерния — 28 января 1988, Москва) — советский филолог. Доктор филологических наук (1973), профессор (1971), автор фундаментальных трудов по французской литературе XIX века, преподаватель факультета журналистики МГУ имени М.В. Ломоносова.

## Биография
Елизавета Петровна Кучборская родилась 25 ноября 1910 года в городе Кургане Курганского уезда Тобольской губернии, ныне город — административный центр Курганской области.
После окончания средней школы в Кургане переехала в Москву, работала секретарём-машинисткой.
Окончила Московский государственный педагогический институт в 1938 году, аспирантуру ИФЛИ в 1941 году. Защитила кандидатскую диссертацию в 1941 году по теме «Творчество Агриппы Д’Обинье. Проблемы и формы поэзии позднего французского Ренессанса».

### Преподаватель
В 1940-е годы преподавала на филологическом факультете МГУ имени М. В. Ломоносова и историю зарубежной литературы в Московском полиграфическом институте.
С 1952 года и до конца жизни работала на факультете журналистики МГУ имени М. В. Ломоносова. Была сначала доцентом, затем профессором кафедры истории зарубежной печати и литературы (ныне — кафедра зарубежной журналистики и литературы). В первые годы преподавала весь курс истории зарубежной литературы, затем — историю античной литературы и историю зарубежной литературы XIX — начала XX веков.
Продолжила традицию тех профессоров Московского университета, которые, подобно легендарному Т.Н. Грановскому, приобрели славу среди учеников и признание коллег не столько своими печатными трудами, сколько даром академического красноречия.
Людмила Кустова писала: «…лекции Елизаветы Петровны не были лекциями в обычном смысле слова. Это был театр… Театр, где главным действующим лицом был интеллект».
Её лекции собирали, помимо студентов журфака, немало студентов других московских вузов. О её манере чтения лекций и необычных формах приёма экзаменов ходили легенды среди нескольких поколений студентов-журналистов, ими до сих пор полнится Интернет. Она прославилась своей склонностью к экстравагантным, очень эффектным театральным жестам, которые не позволяли себе прочие преподаватели журфака. Например, она была способна на экзамене, не удовлетворившись ответом студента, громко воскликнуть «Господа, на нашем курсе есть дурак!», не смущаясь тем, что говорит это студенту в лицо; могла также выбросить в окно зачетку экзаменуемого, если тот отвечал плохо.
Множество историй о ней вошли в книгу «Легенды и байки журфака», выпущенную в 2012 году к шестидесятилетию факультета журналистики МГУ. В 2014 году кафедра зарубежной журналистики и литературы выпустила книгу «Человек с другой планеты», посвящённую Е. Кучборской.

### Учёный
Основной сферой её научных интересов была французская литература XIX века. В 1970 году вышла её монография «Творчество Бальзака». В 1973 году — книга «Реализм Эмиля Золя. „Ругон-Маккары“ и проблемы реалистического искусства XIX века во Франции» (эту монографию она защитила в сентябре 1973 года на учёную степень доктора филологических наук), в 1978 году — книга «Эмиль Золя — литературный критик». Эта серия книг представляет собой систематическое изучение важнейших этапов развития французского реалистического романа от первой половины XIX века до начала XX века. В них Е. Кучборская выдвинула новую концепцию развития реализма, связывая более глубоко творческий метод, творческую манеру и стиль писателя с его эстетическими, философскими и политическими взглядами.
Книги Е. Кучборской получили высокую оценку научной общественности и стали новым шагом в литературоведении. Декан факультета журналистики МГУ профессор Я. Н. Засурский писал о ней: «Её работы по проблемам французского реалистического романа по-новому заставили нас посмотреть на французскую прозу. Особенно велика заслуга Елизаветы Петровны в новом отношении к Золя, в котором она справедливо увидела… одного из отцов современного искусства».
Научные работы Е. Кучборской о французском психологическом романе XVII века, французской литературной критике XIX века и европейском театре второй половины XIX века остались незавершёнными.
Елизавета Петровна Кучборская умерла 28 января 1988 года в городе Москве. Похоронена <где?>.

## Семья
Отец, Кучборский Пётр Михайлович — сын польского офицера Михала Кочварского (Michał Koczwarski), сосланного в Курган за участие в Польском восстании 1863 года.
Мать — Кучборская Александра Александровна (в девичестве Невлер), троюродная сестра писателя Д. Н. Мамина-Сибиряка (1852—1912).
Сестра — Кучборская Екатерина Петровна (1913—2002).
Муж — Иващенко Александр Фёдорович (1908—1961), доктор филологических наук, профессор, специалист по французской литературе XIX века, работал заместителем директора Института мировой литературы имени А. М. Горького.
Дочь — Кучборская Надежда Александровна (1944—1978), художник, график.
Внук — Иовик Павел Владимирович (р. 1974) — профессиональный фотограф, член Союза фотохудожников России. После смерти дочери Елизавета Петровна воспитывала внука одна.

## Книги, монографии
- Кучборская Е.П. Творчество Бальзака. — М.: Высшая школа, 1970. — 255 с.
- Кучборская Е.П. «Карьера Ругонов» Золя как реалистический пролог к серии «Ругон-Маккары». — М.: Изд-во МГУ, 1970. — 60 с.
- Кучборская Е.П. «Реализм Эмиля Золя. «Ругон-Маккары» и проблемы реалистического искусства XIX века во Франции». — М.: Изд-во МГУ, 1973. — 426 с.
- Кучборская Е.П. «Эмиль Золя — литературный критик». — М.: Изд-во МГУ, 1978. — 312 с.